# Inula inuloides
Inula inuloides là một loài thực vật có hoa trong họ Cúc. Loài này được (Fenzl) Grierson mô tả khoa học đầu tiên năm 1974.